# گروه متسا
گروه متسا (انگلیسی: Metsä Group) شرکت جنگل‌داری فنلاندی است، که در سال ۱۹۴۷ تأسیس شد.